# 四比福夫
四比 福夫（しひ ふくぶ、生没年不詳）は、百済の官吏あるいは武人。官位は達卒。故国の滅亡に伴い、白村江の戦いの後に倭国（日本）へ亡命した。

## 記録
岸俊男は、「四比」は百済の都である泗沘城に由来するのではないか、という説を唱えている。
『日本書紀』によれば、天智天皇4年（665年）8月には、同じく百済の遺臣で達卒の憶礼福留と共に筑紫国に派遣され、
とあり、二つの古代山城を築き、それぞれ大宰府の背後と南部とを防衛させている。これらの城が福留や福夫らの亡命百済人によって指導されて築城されていることより、大宰府も、百済の都城に相似している点が指摘されている。
『続日本紀』によると、一族の四比忠勇には、神亀元年（724年）に椎野連の氏姓が賜与されている。天平神護2年（766年）3月に四比河守も同じ氏姓を賜っている。女性では、和銅7年（714年）11月に、四比信紗が亡夫の父母への孝養により課役を免除されたことが記述されている。